# Trajinera

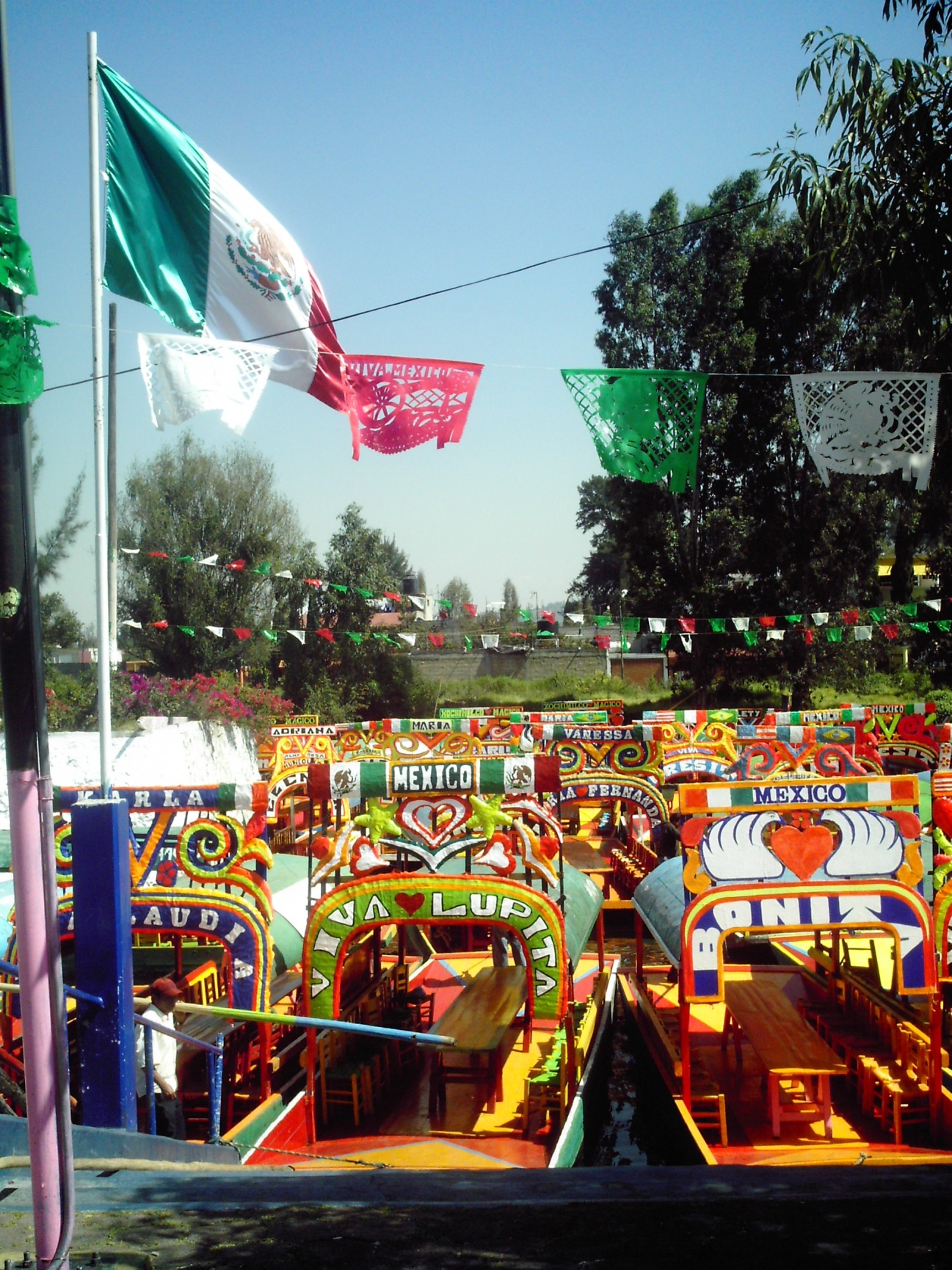
Trajinera

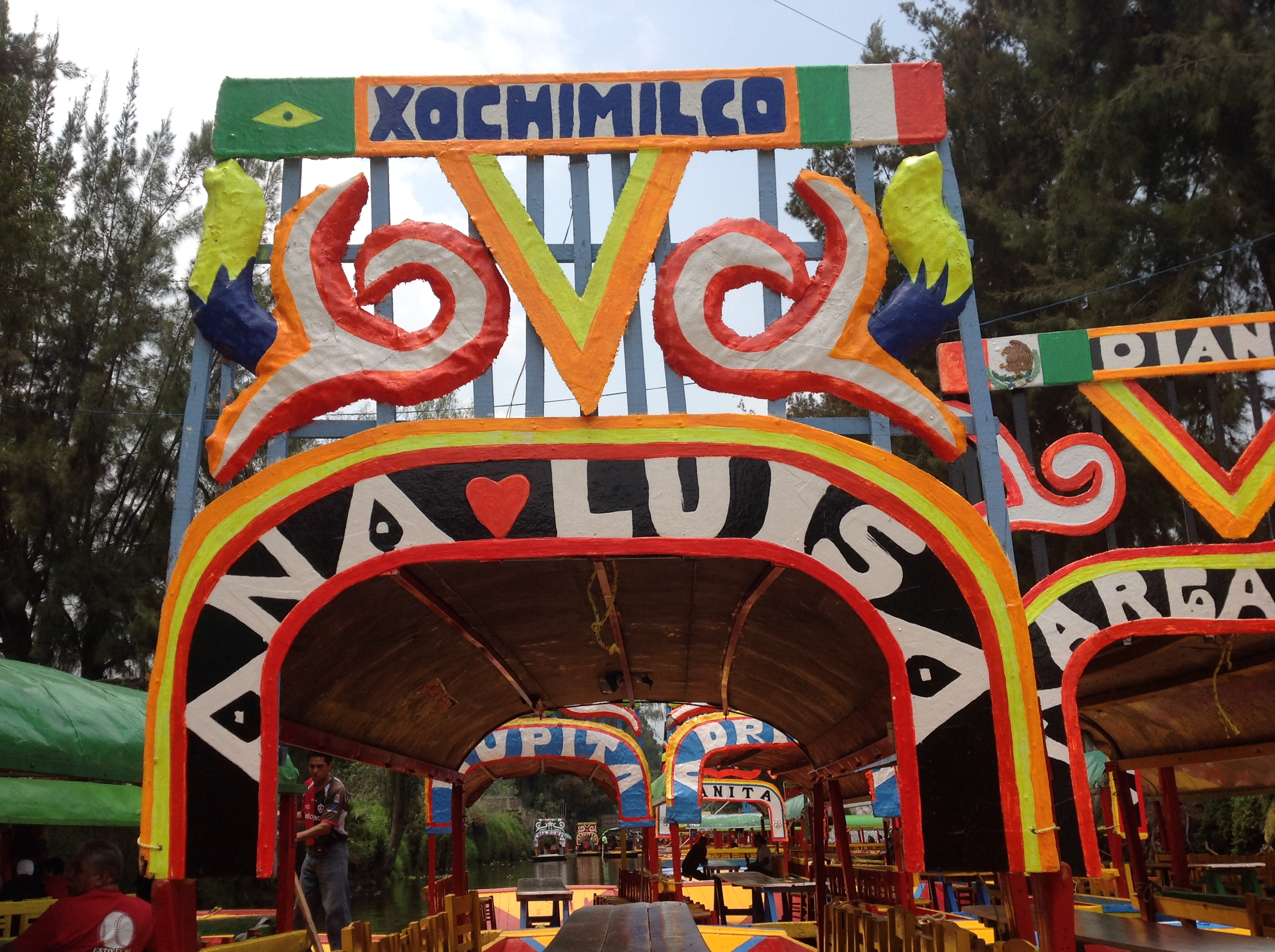
Una trajinera en Xochimilco, Ciudad de México, DF.

La trajinera es un tipo de embarcación de fondo plano hecha con tablones e impermeabilizada con una goma de petróleo que en México se llama chapopote. Sirve para el transporte de 10 a 25 personas y se usa en aguas tranquilas y poco profundas, con un puntal no superior a 30 cm y una manga de 3 metros, que se mueve por medio de pértigas apoyadas en el fondo de la masa de agua en que se desplaza.[cita requerida]
Es característica de la zona lacustre de Xochimilco y Tláhuac, al sur de la Ciudad de México, donde principalmente se le usa para el transporte de mercaderías y turistas en la zona. La versión de la trajinera para fines turísticos es la más conocida.

## Historia
Las poblaciones de Xochimilco y Tláhuac como muchas otras culturas en zonas lacustres desarrolló sistemas de navegación con fines de transporte y comercio, normalmente por medio de troncos ahuecados, los cuales poco a poco evolucionaron hasta tener características y técnicas destacables, entre los nahuas de la cuenca de México, en la época prehispánica, el Virreinato de la Nueva España y buena parte de la época independiente de México, el medio lacustre de la cuenca de México presentó diferentes retos, los cuales fueron superados con diferentes tipos de embarcaciones como las siguientes: 
- Para el transporte personal en las zonas cercanas a la costa o entre las chinampas se usaban los jumbillos o tulillos de 1,5 m de eslora, 0,4 de manga y unos 0,15 m de puntal, la chalupa o chalupita de 4 m de eslora, 0,5 de manga y unos 0,15 m de puntal.

Para el transporte a mayor distancia aunque aun de navegación costera y uso personal la Pequeña Panoa (de porte) cayuco, cubría la necesidad, su construcción recordaba a un kayak esquimal.
- Para el transporte por el medio de los lagos el chalupón o canoa mayor de 5 m de eslora, 1,2 de manga y unos 0,5 m de puntal era una solución clara pero carecía de la capacidad de carga necesaria para el transporte comercial por eso se crearon la canoa esquimal de 5 m de eslora, 1,3 de manga y unos 0,5 m de puntal con una estructura más sólida y resistente.

- Para el transporte de pasajeros y mercancías ya sea de tipo costero a pleno en el lago, usaban la canoa mediana con 7 m de eslora, 1,8 de manga y unos 0,7 m de puntal, para una capacidad de 8 a 12 personas; La canoa ¾ de porte con 8,5 m de eslora, 2,1 de manga y unos 0,7 m de puntal; y la canoa de aporte o de 10 ½ varas con capacidad de 20 a 35 pasajeros y medidas semejantes a la canoa de ¾.

Estas embarcaciones se usaron extensamente para el transporte no solo en Xochimilco sino de todos los pueblos originarios de la cuenca de México, como Tacubaya, Tlalpan, Iztapalapa, Coyoacán, Azcapotzalco, Texcoco, Cuautitlán, Ecatepec, Zumpango, etc. Muchos de los cuales por la pérdida de los lagos de la cuenca hoy son difícilmente relacionados con un pueblo lacustre.
La introducción de sistemas de drenaje causó la pérdida de este medio de transporte reduciéndose a principios del siglo XX a la zona de Xochimilco, las embarcaciones antes del desecamiento se hacían por todas las poblaciones ribereñas pero al quedar solo el lago de Xochimilco los pueblos y barrios de la zona se especializaron en la construcción de diferentes tipos de embarcación, por ejemplo los jumbillos o tulillos se elaboraban en la zona serrana de Xochimilco en el pueblo de Momozco hoy en la delegación Milpa Alta. La chalupa o chalupita era trabajada en el barrio de Xochimilco conocido hoy como “De los Carpinteros” en la parroquia de San Cristóbal, donde también se hacía el chalupón o canoa mayor junto con el barrio de la Asunción, ya que al estar cerca de la ribera era fácil botarlas al lago. 
La canoa mediana, la canoa ¾ de porte y la canoa de aporte grande se hacían en el barrio de Santa Crucita. 

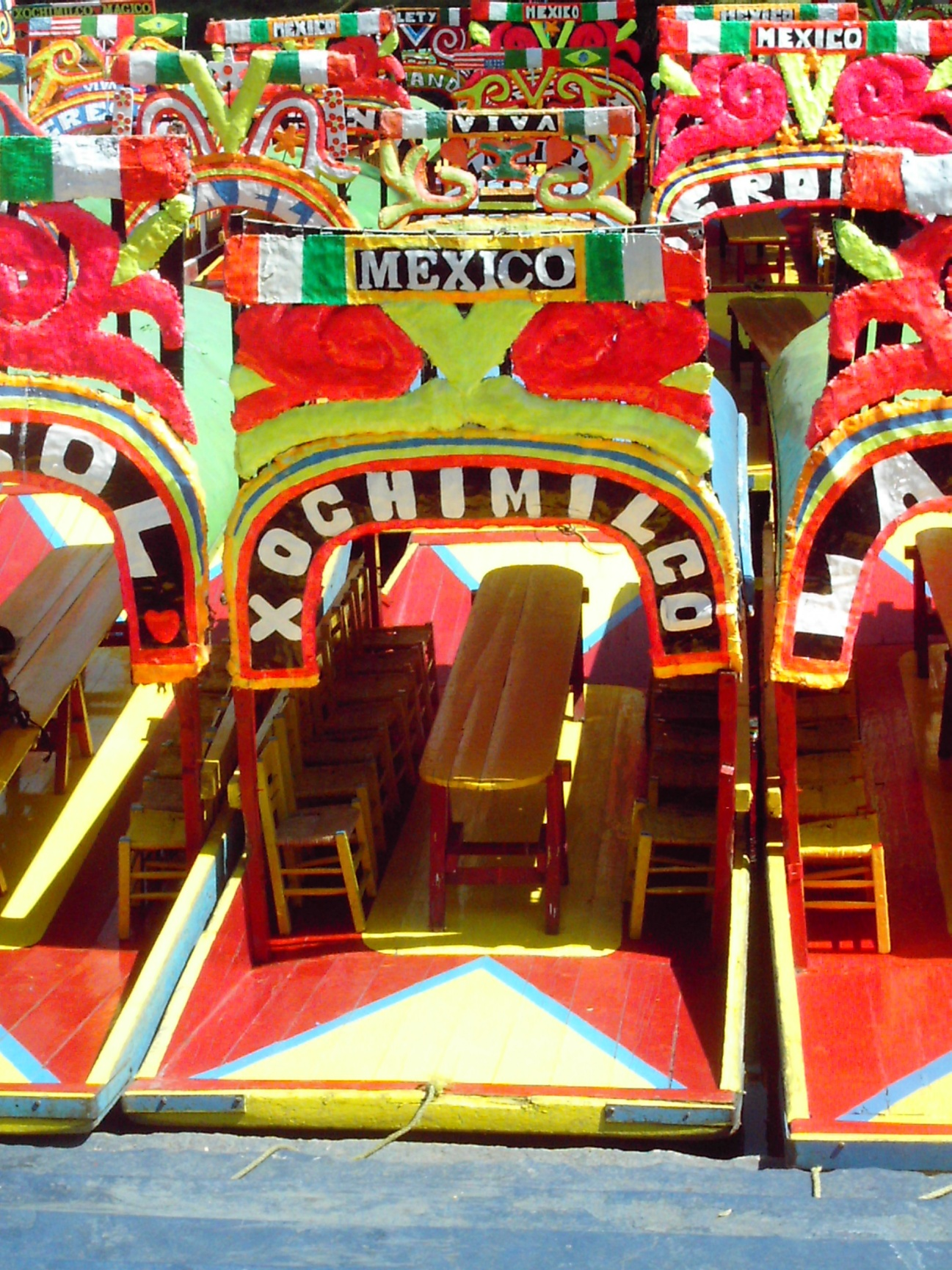
Trajinera

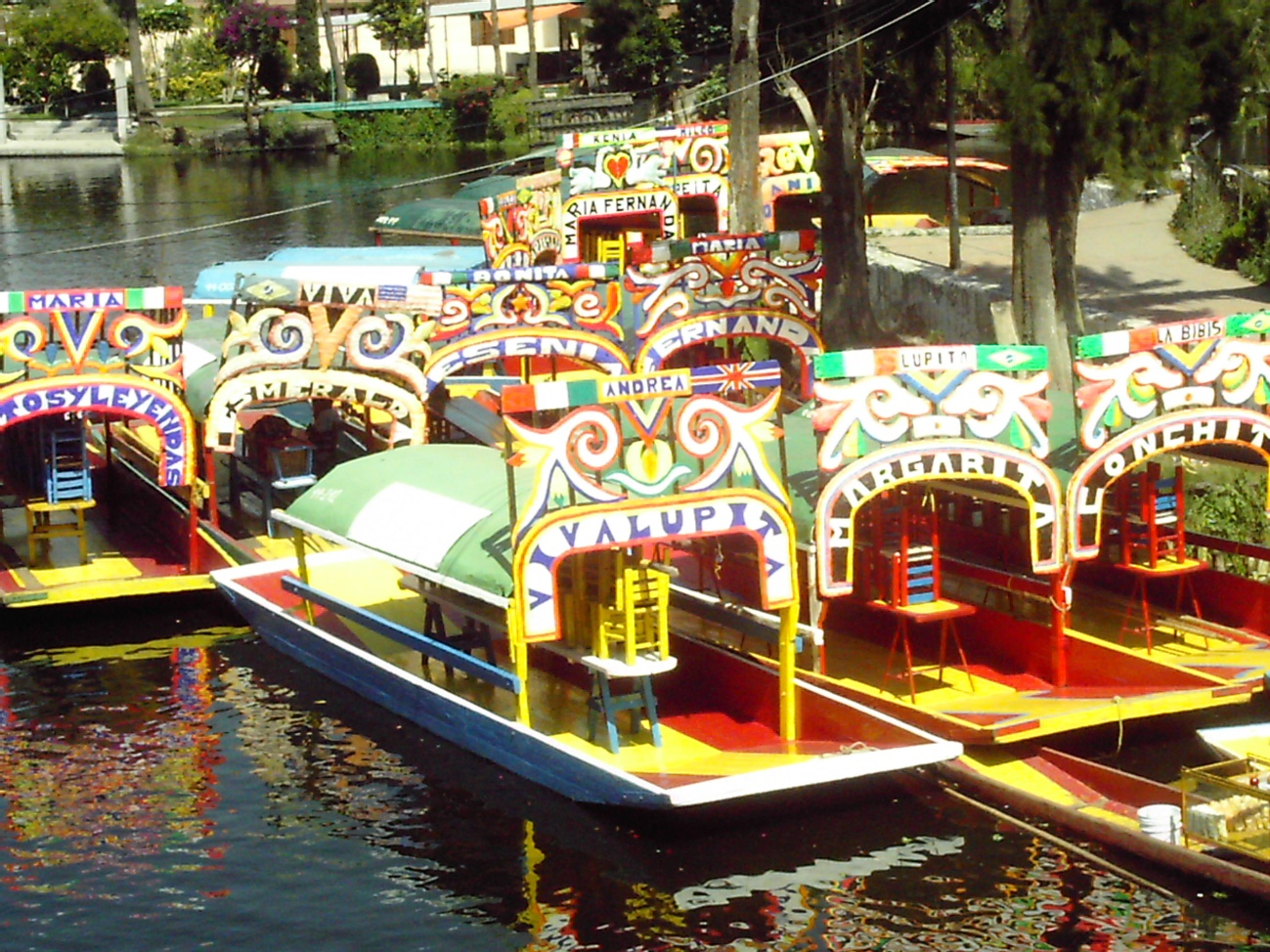
Trajinera

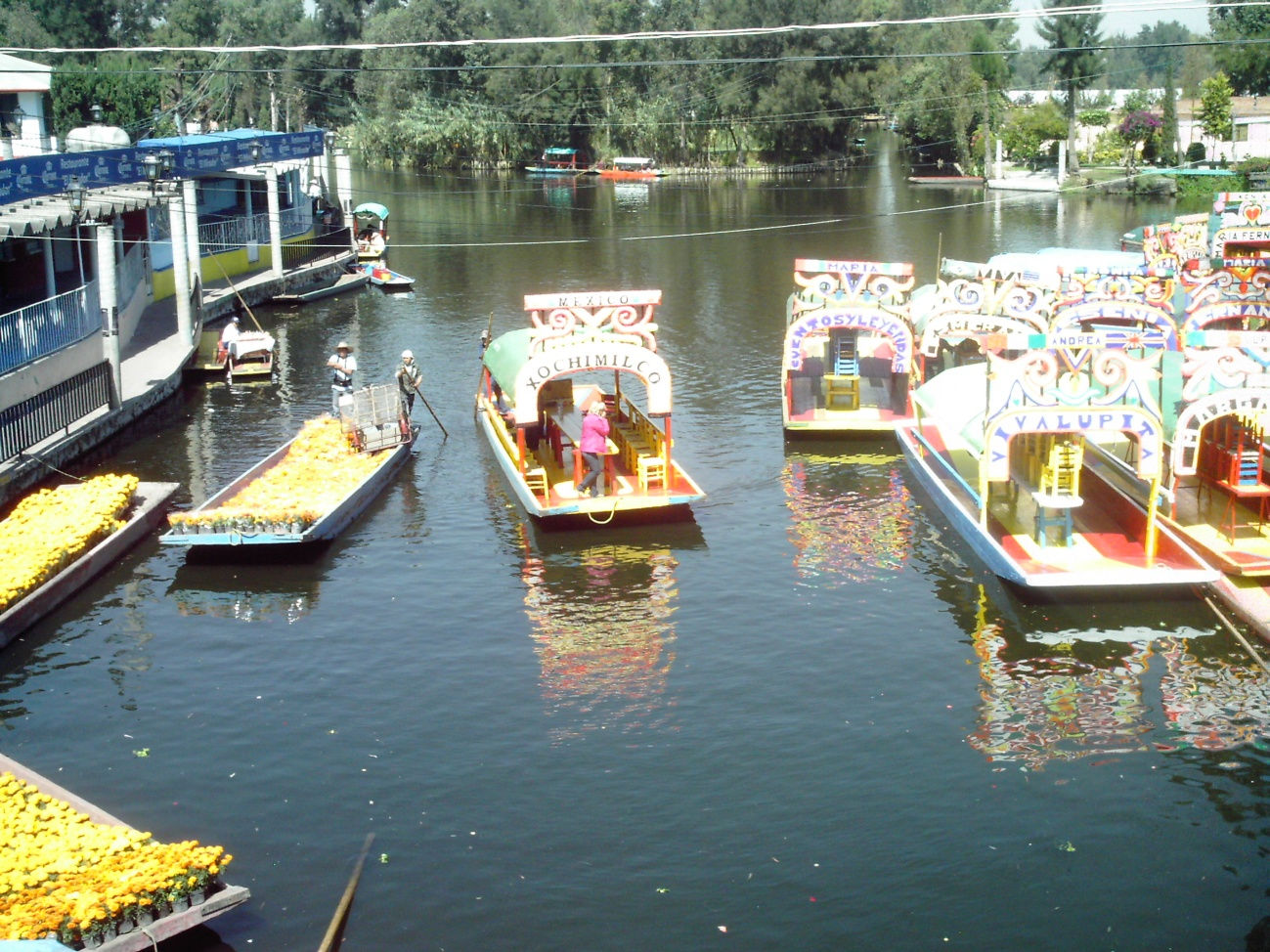
Trajinera

Durante la primera mitad del siglo XX el comercio entre el lago de Xochimilco y la Ciudad de México se mantuvo por medio del Canal Nacional que inaugurado en 1877 permitía el paso desde la garita de La Viga en la Ciudad de México pasando por Mexicalzingo. 
Otra causa fue el hundimiento de la Ciudad de México que al estar a menor altura que el lago de Xochimilco, causaba constantes y castrastróficas inundaciones como la de 1955, lo que fue rematado por la apertura de la calzada de Tlalpan al transporte por automóvil que redujo considerablemente el tiempo y el coste, ya que desde finales del siglo XIX se había introducido una línea de trenes entre ambas poblaciones. 
Es así como en el año de 1943 se realiza la película María Candelaria en la cual se muestran los canales y el uso de las trajineras entre los canales de las chinampas, aumentando las visitas turísticas de fin de semana desde la Ciudad de México, que desde el porfiriato había encontrado un lugar de esparcimiento, es en esa época que se revive la tradición de arreglar con flores las trajineras para hacerles desfilar por los canales, esta costumbre había muerto lentamente con el secamiento del lago siendo su última gran muestra las fiestas del Centenario de la Independencia en 1810, reduciéndose su uso a festividades muy características de la zona como la Flor más bella del ejido donde hay cada año un desfile por los canales de Xochimilco.
Uno de los factores principales para los cambios en su arreglo fueron las quejas que los catrines les hacían a los xochimilcas por sus servicios, como el tener que navegar bajo el sol, no disponer de un lugar para descansar o comer, por lo que empezaron por ponerles techos de tela, la cual luego sustituyeron por laminas galvanizadas, mientras a los lados les ponían estructuras que evitaran la caída de los turistas, a lo que siguió la colocación de sillas o bancas hechas con maderas, con una mesa central que corre a lo largo y que puede ser rápidamente quitada para aumentar el espacio, otra cosa fue la tradición de colocar un arco florar y el nombre de alguien, lo que la ha caracterizado.
Este arco floral es una remembranza de los grandes adornos que se hacían en la antigüedad, que eran hechas por artesanos especializados, los mismos que aun hacen los pórticos floridos para las fiestas patronales, usando una estructura de barras y un relleno de tule o chacaltile, lo que permite sostener las flores por su tallo y mantenerlas frescas con la humedad que absorbe el tule, esto ha menguado por los costos que evita que los prestadores del servicio y los turistas puedan costear la realización de uno, hoy en día se usan flores de plástico y que pocas veces se cambian por lo que los adornos aparecen descoloridos por el sol
En esa época, Xochimilco era nombrado "lugar de Jardines Flotantes" porque sus chinampas siempre estaban llenas de flores, por lo tanto las portadas eran enfloradas cada dos o tercer día a la semana. 
Los nombres de Lupita, Margarita o Juanita fueron colocados a petición de los catrines para festejar alguien con ese nombre o simplemente para engalanar el nombre de alguna de sus prometidas o novias. 
Actualmente existen astilleros que construyen canoas y trajineras en los barrios de Caltongo, Xaltocan, la Santísima y la Asunción, donde también son reparadas. Texto de página.

## Definición académica
El Diccionario del español de México define a la trajinera como: 

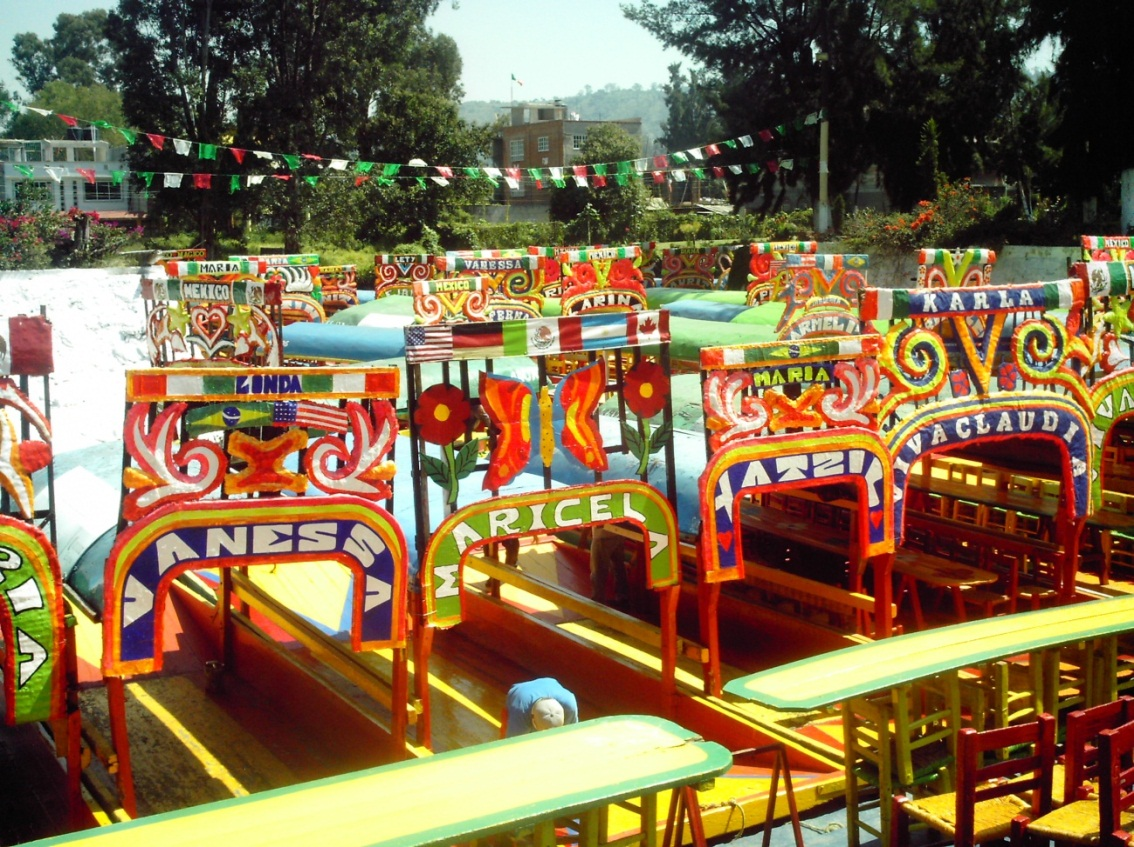
Trajinera

Embarcación de fondo plano, empujada mediante un largo remo o pértiga  que se apoya en el fondo de los canales de Xochimilco y sirve para transportar verduras, flores y personas. 

## Tipos de embarcaciones
Existen dos tipos principales, las compuestas y las hechas con un solo tronco.
De estas últimas tenemos a los Jumbillos o tulillos, la pequeña canoa (de porte) cayuco y la canoa tipo esquimal. Las cuales dejaron de producirse en muchas partes por el costo y las necesidades que representaba, ya que al hacer se de un solo tronco, requería un tronco grande sin grietas ni otras debilidades, lo que exceso de tala durante años de los alrededores acabó por terminar.
Las compuestas de hacen con tablas o tablones de buena calidad, los cuales se puede extraer de varios árboles, lo que les permitió continuar siendo construidas, estas se hacen actualmente en los barrios de Caltongo, Xaltocan, la Santísima y la Asunción.
De estas tenemos a la canoa de aporte; canoa ¾ de porte; canoa mediana; chalupón o canoa mayor y la chalupa o chalupita. Su construcción es relativamente simple con un casco de fondo plano, compuesto por tablas de unos 5 cm, a cuyos costados de crean paredes de una o dos tablas del mismo espesor, colocando tablas en ángulo en sus extremos, estas se unen con clavos y refuerzos de lámina galvanizada o hierro forjado, para hacerlas resistentes al agua las juntas se llenan con una mezcla de chapopote (brea) y fibras como el yute, aunque modernamente se usen productos sintéticos, además de embarrarla con el chapopote por toda su superficie. La construida con fines turísticos usa las tablas laterales para sostener la estructura del techo.
Actualmente, solamente se usan las trajineras "chica" y "grande".

## La trajinera en la literatura
En la novela Los bandidos de Río Frío de Manuel Payno se menciona varias veces el uso de las trajineras para el transporte no solo de mercancías y turistas sino del viajante entre la Ciudad de México y poblaciones entonces lejanas como la misma Xochimilco.
Por su parte, Pablo Neruda describió un paseo en 1940 y una trajinera en Confieso que he vivido:

Una vez me festejaron los poetas con un paseo en una barca florida. En el lago de Xochimilco se juntaron quince o veinte bardos que me hicieron navegar entre las aguas y las flores, por los canales y vericuetos de aquel estero destinado a paseos florales desde el tiempo de los aztecas. La embarcación va decorada con flores por todos lados, rebosante de figuras y colores espléndidos. Las manos de los mexicanos, como la de los chinos, son incapaces de crear nada feo, ya en piedra, en plata, en barro o en claveles.
Pablo Neruda